# 怪腳龍屬
怪脚龙（属名：Anomalipes，意为“怪异的脚”）是近颌龙科兽脚亚目恐龙已灭绝的一个属，化石发现于中国晚白垩世坎帕阶的王氏群，模式种是赵氏怪脚龙（Anomalipes zhaoi）。

## 发现
正模标本（ZCDM V0020）发现于中国山东省诸城市库沟村一个含有山东龙化石的骨层中，是一个不完整的左后肢，包括部分左股骨、胫骨、一节完整的第三跖骨和两节趾骨。

## 词源
属名取自拉丁语anomalus（奇怪的）和pes（足），指其脚部不寻常的形状；种名纪念中国古生物学家赵喜进。